# Crostau
Crostau (górnołuż. Chróstawa) – dzielnica miasta Schirgiswalde-Kirschau w Niemczech, w kraju związkowym Saksonia, w okręgu administracyjnym Drezno, w powiecie Budziszyn.

## Położenie geograficzne
Crostau położone jest w górach Łużyc Górnych. Dzielnica otoczona jest kilkoma ważnymi wzgórzami tego regionu, takimi jak: Kälbersteine (487 m), Potsberg (448 m), Wolfsberg (347 m), Horken (307 m), czy Callenberger Berg (360 m).
Dzielnica podzielona jest na dwie części: dolną z zamkiem Kroste, i górną ze starym dworem i kościołem.

## Historia
W dolnej części dzielnicy pierwsza słowiańska osada powstała w roku 800 n.e. Pomiędzy X i XII w. została przekształcona w mały zamek. Początkowo stał się on miejscem odwiedzanym na szlakach handlowych, później stał się siedzibą rozbójników. W 1352 r. zamek został zniszczony.
W 1934 r. w skład gminy Crostau weszły: Callenberg (Chemberk), Carlsberg i Wurbis (Wjerbjež), zaś w 1972 roku stała się jej częścią również miejscowość Halbendorf (Wbohow).
Do 31 grudnia 2010 gmina była samodzielna. 1 stycznia 2011 z gmin Crostau, Kirschau oraz wspólnoty administracyjnej Schirgiswalde, utworzono nowe miasto Schirgiswalde-Kirschau.

## Religia
Religią rozpowszechnioną na tym obszarze jest protestantyzm. Obecnie kościoły w Crostau, Kirschau (Korzym) i Schirgiswalde (Šěrachow) ściśle ze sobą współpracują i mają jednego pastora.

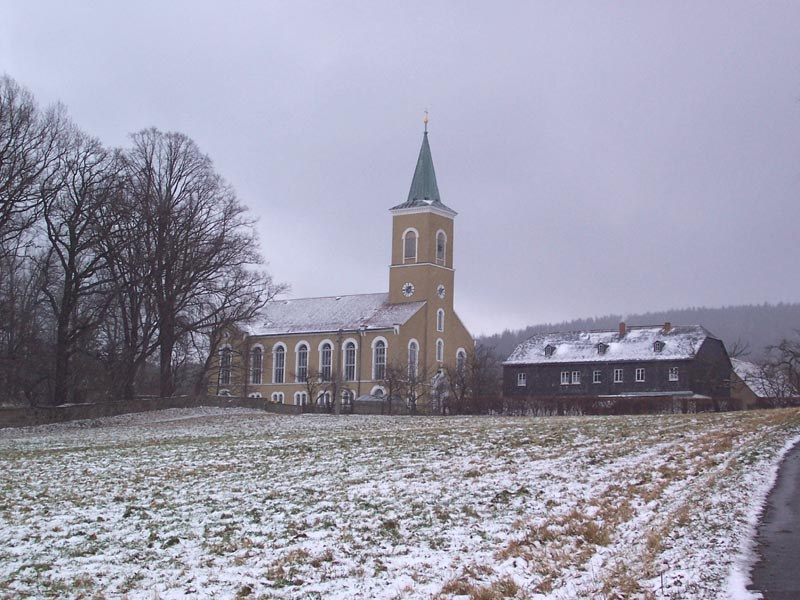
Kościół w Crostau

## Gospodarka
Dzielnica położona jest z dala od głównych szlaków komunikacyjnych regionu i nie ma tutaj przemysłu, ale obszar ten jest związany z turystyką ze względu na swe malownicze tereny. Większość mieszkańców pracuje w innych miejscowościach lub miastach regionu.

## Współpraca
Miejscowość partnerska:
- Carlsberg, Nadrenia-Palatynat (kontakty utrzymuje miejscowość Carlsberg)
- Zuzenhausen, Badenia-Wirtembergia